# Sanguinet
Sanguinet är en kommun i departementet Landes i regionen Nouvelle-Aquitaine i sydvästra Frankrike. Kommunen ligger i kantonen Parentis-en-Born som tillhör arrondissementet Mont-de-Marsan. År 2022 hade Sanguinet 4 662 invånare.

## Befolkningsutveckling
Antalet invånare i kommunen Sanguinet
Referens:INSEE